# Design de animação
Design de animação é a área do Design (do inglês design, "desenho, projeto") que conduz, planeja ou executa um projeto de animação. Animação é uma técnica onde se cria a ilusão de movimentos para o público por meio da apresentação de uma sequência de imagens em rápida sucessão.

Animação de Cavalo

Comumente são usados 24 quadros por segundo, ou seja, 24 telas desenhadas para compor 1 segundo de animação. Essa medida é utilizada para que nossos olhos captem melhor a noção de movimento através dessa ilusão óptica. Essa ilusão de movimento pode ser feita com técnicas de animação diferentes como, animação 3D ou CGI que consiste em animar personagens em três dimensões através de softwares de modelagem 3D; animação 2D onde são desenhado todos os movimentos em papel e caneta com o auxilio de uma mesa de luz; stop-motion onde se utiliza de objetos reais que são fotografados em 24 movimentos para compor um segundo. Na mesma linha do stop-motion, existe o cutout que se utiliza de bonecos e cenários de papel que são fotografados.
Os profissionais desta área podem atuar em todas as áreas de um projeto de animação .Nas grandes produtoras cada Designer tem seu papel, mas em projetos independentes, o profissional pode participar de mais de uma fase, como a pré-produção, a roteirização, o storyboard, o animatic, a produção e a finalização.

## Etapas do processo de animação
O design de animação consiste de seis etapas principais:
- Pré-Produção - envolve toda a criação da história, do som e do estilo dos personagens, cenários e objetos a ser produzido.
- Roteiro - discrição de cada cena, fala, cenário e ação dentro da animação. Este documento serve para guias as próximas etapas.
- Storyboard - desenho base de cada cena, com câmeras e personagens em diversas posições e tempos de ação.
- Design de Som - processo de definição dos estilos de trilha sonora que serão utilizados, efeitos sonoros, e onde também se grava as falas.
- Animatic - uma versão muito simples da animação. Os personagens e cenários são muito simples para serem manipulados é uma prévia que mostra o que vai ser feito para o projeto final
- Produção - processo onde se usa de computadores e softwares específicos de animação e todos os elementos são criados nessa etapa. (No caso da animação 3D a produção começa pela modelagem fazendo esculturas digitais para cada personagem, gerando uma malha para ser utilizada nas próximas etapas.)

## Design de animação no Brasil
A área de animação brasileira é uma das mais antigas do mundo, com mais de 100 anos de história. Uma de suas origens são as caricaturas animadas de Raul Pederneiras, de 1907. Em 1917 é lançado do primeiro audiovisual animado de origem brasileira, o curta-metragem Kaiser, de Álvaro Marins, estreado em 22 de janeiro, no estado do Rio de Janeiro. Desde então a animação brasileira passou, e passa, por diversos obstáculos como a censura do curta animado, Aventuras de Vergulino (1938), durante o Estado Novo de Getúlio Vargas.

### Animação brasileira na televisão
O contexto de animação brasileira vem crescendo nos últimos anos, principalmente após a sanção da lei 12.485, em julho de 2011, com diretrizes para que os canais de televisão por assinatura exibam por um tempo mínimo somente animações brasileiras sendo pelo menos metade das produções feitas por produtoras brasileiras independentes.  Esta legislação vem promovendo um fortalecimento das produtoras de animação brasileiras. Muitos dos canais de TV por assinatura tem se dedicado parcial ou totalmente em apresentar séries e filmes de animações brasileiras em sua programação.
Com isso há séries brasileiras reconhecidas internacionalmente, como Historietas  Assombradas (para crianças malcriadas) (2012),que alcançou a maior audiência entre os canais pagos infantis, e Peixonauta (2009), que já é transmitida em 72 países. O mercado de animação, no Brasil, tem menos dificuldade por suas características etária, geográfica e de idioma se tornando um campo de inovação permanente na tecnologia e na criação artística. 
Em 2022, existem mais de 200 festivais, mostras  e  eventos  regulares  de  exibição  audiovisual  no  Brasil, alguns exclusivos para animação, por exemplo o Anima Mundi, que é o segundo maior festival de animação do mundo que auxiliam na difusão e comercialização das obras de animação produzidas no Brasil.

### Animações brasileiras em destaque
- Historietas Assombradas (para crianças malcriadas) - Victor Hugo Borges (Cartoon Network, TV Brasil)
- Peixonalta - Célia Catunda, Kiko Mistrorigo (Discovery Kids, Qubo, TV Brasil)
- Irmão do Jorel - Juliano Enrico (Cartoon Network)
- O Pergaminho Vermelho - Nelson Botter Jr[5] (Disney+)`

### Pesquisa sobre animação no Brasil
A produção literária e acadêmica sobre animação, num contexto mundial, é muito mais focada em técnicas e história da animação, e a produção de teoria da animação ainda é rara. Enquanto artistas rapidamente abraçam esse fazer artístico, a academia somente começou a dar importância ao campo nos anos 1990. Assim, animação é um tema recente no mundo que ainda se pauta em teorias e modelos de pesquisa do audiovisual, live action. No Brasil, a quantidade de referência teórica é ainda menor, e profissionais da animação são provenientes de cursos como, design, comunicação e artes plásticas, não contando com professores específicos das área de animação.
O pesquisador Gui Bonsiepe desenvolveu um estudo para identificar padrões dentro do audiovisual segundo a retórica do design, que para ele essa retórica só poderia ser feita a partir de registros e assimilações em um sistema de formas e apresentação visual para estabelecer um diálogo com as formas de apresentação visual-auditivas.

### Eventos de animação no Brasil
Há dois eventos principais de animação que ocorrem no Brasil, o Anima Mundi e o SeAnima.
- Anima Mundi: Festival internacional de animação no Brasil que ocorre desde 1993, ocorrendo no Rio de Janeiro e São Paulo. Sendo o segundo maior festival de animação do mundo e maior da América-Latina.[8]
- SeAnima: Seminário Brasileiro de Estudo em Animação (SeAnima) é uma rede de pesquisadores fundada em 2018 que reúne estudantes de graduação e pós-graduação para discutir temas da animação.[9]